# Memoriał Walerego Łobanowskiego 2008
Międzynarodowy Memoriał Walerego Łobanowskiego 2008 – VI edycja międzynarodowego Memoriału Walerego Łobanowskiego, rozgrywanego w Kijowie od 19 do 20 sierpnia 2008 roku. W turnieju uczestniczyły drużyny młodzieżowe U-21.

## Uczestnicy i regulamin
W turnieju wzięło udział cztery zespoły:
- Ukraina U-21 (gospodarz)
- Polska U-21
- Bułgaria U-21
- Irlandia Północna U-21

W turnieju rozegrano w sumie cztery mecze. Impreza rozpoczęła się od losowania, które wyłoniło pary półfinałowe. Spotkania odbyły się 19 sierpnia. Triumfatorzy tych spotkań zmierzyli się ze sobą 20 sierpnia w finale, a pokonani zagrali mecz o 3. miejsce w turnieju.

## Mecze

### Półfinały
| 19 sierpnia 2008 16:15 | Irlandia Północna U-21 | 0:1(0:0)Raport | Polska U-21 · 53' Kamil Wilczek | Stadion NTK Bannikowa, Kijów |
|                        |                        |                |                                 |                              |

| 19 sierpnia 2008 19:15 | Ukraina U-21 | 0:1(0:0)Raport | Bułgaria U-21 · 81' Atanas Kurdow | Stadion NTK Bannikowa, Kijów |
|                        |              |                |                                   |                              |

### Mecz o 3 miejsce
| 20 sierpnia 2008 14:15 | Ukraina U-21 · Ołeksij Czyczykоw 12' · Kostiantyn Jaroszenko 17' · Kostiantyn Krawczenko 56', 68' | 4:1(2:1)Raport | Irlandia Północna U-21 · 26' Chris Casement | Stadion NTK Bannikowa, Kijów |
|                        |                                                                                                   |                |                                             |                              |

### Finał
| 20 sierpnia 2008 17:15 | Polska U-21 · Marcin Wodecki 14', 31' · Radosław Mikołajczak 69' | 3:0(2:0)Raport | Bułgaria U-21 | Stadion NTK Bannikowa, Kijów |
|                        |                                                                  |                |               |                              |

## Królowie strzelców

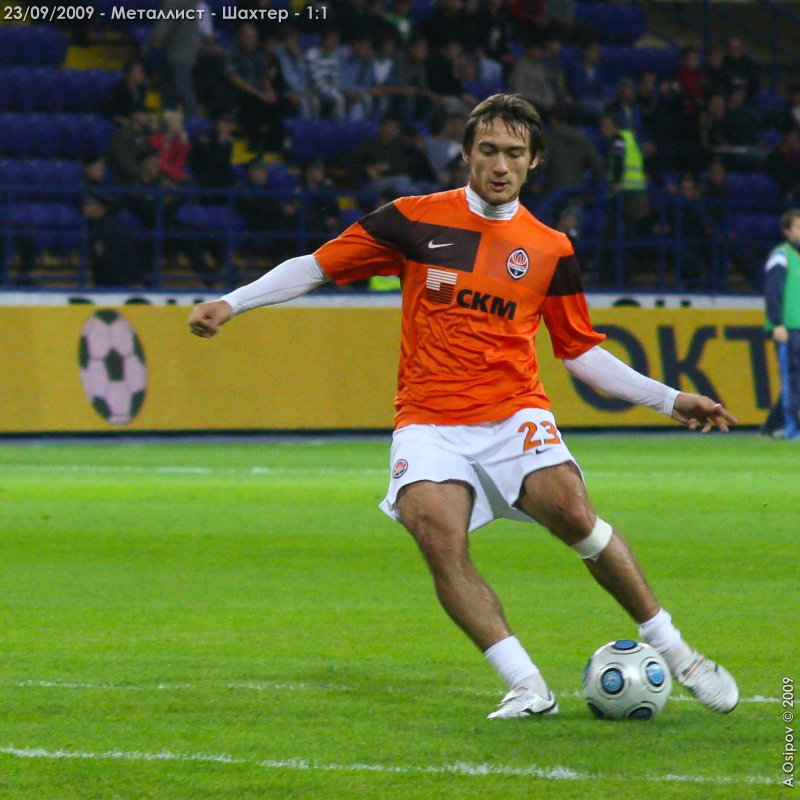
Kostiantyn Krawczenko

2 gole
- Marcin Wodecki
- Kostiantyn Krawczenko

1 gol
- Atanas Kurdow
- Chris Casement
- Radosław Mikołajczak
- Kamil Wilczek
- Ołeksij Czyczykоw
- Kostiantyn Jaroszenko

| Zwycięzca Memoriału Walerego Łobanowskiego 2008 |
| ----------------------------------------------- |
| Polska U-21 2. tytuł                            |